# Ernesto Ceirano

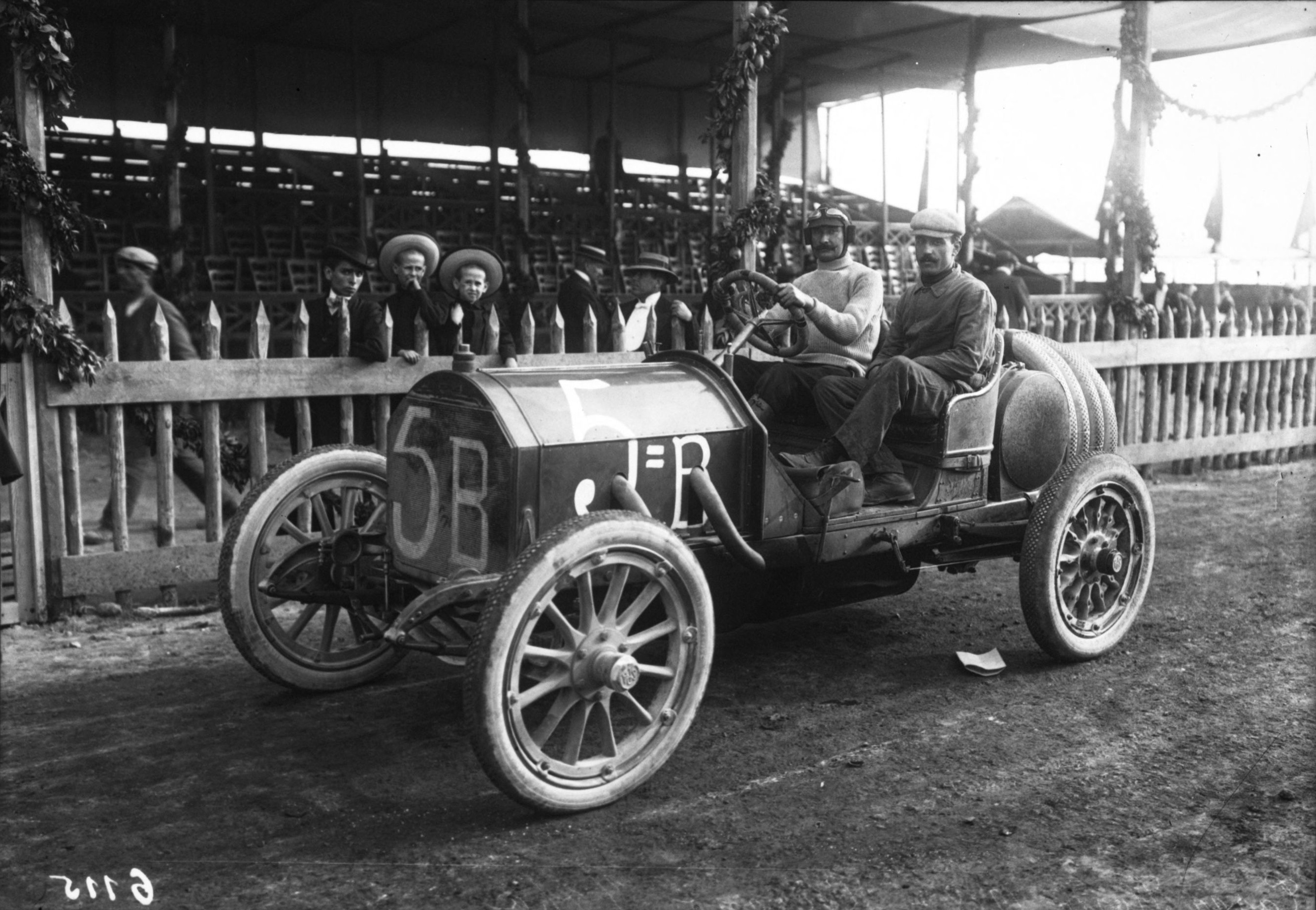
Ernesto Ceirano 1908 bei der Targa Florio

Ernesto Ceirano (* 9. September 1873 in Cuneo; † 23. Februar 1953 in Turin) war ein italienischer Automobilrennfahrer sowie der jüngste Bruder der Automobilbaupionierbrüder Ceirano.

## Karriere
Seine ersten Kenntnisse und Fertigkeiten als Automobilmechaniker erlangte er wie auch seine Brüder Giovanni und Matteo Ceirano in der vom ältesten Bruder Giovanni Battista gegründeten Turiner Ceirano Giovanni Battista & C., die 1899 vor der Übernahme durch Fiat den 3,5 PS starken Vorläufer des ersten Fiat-Pkw produzierte.
Ernesto Ceirano, der gute Kenntnisse im Bereich der Motorenkonstruktion besaß, machte sich vor allem als Automobilrennfahrer einen Namen. Bereits 1908 erreichte er mit einem vierzylindrigen SPA 28/40 HP (7785 cm³) hinter Vincenzo Trucco (Isotta Fraschini) und Vincenzo Lancia (Fiat) den dritten Platz bei der legendären Targa Florio. 1911 und 1914 gewann er mit einem SCAT 22/32 HP (4398 cm³) der von seinem Bruder Giovanni und dessen Sohn Giovanni (gerufen „Ernesto“) 1906 gegründeten Società Ceirano Automobili Torino (S.C.A.T.) die Targa Florio. Außerdem war Ceirano 1914 auch beim Bergrennen Parma–Poggio di Berceto auf S.C.A.T. erfolgreich.
Er war es vermutlich auch, der als Capo del montaggio (Produktionsleiter) bei S.C.A.T. dazu beitrug, dass deren Fahrzeuge insbesondere 1921 und 1922 große Erfolge im Motorsport erzielten. Da sein Neffe Giovanni junior ebenso den Spitznamen „Ernesto“ trug, treffen die Quellen diesbezüglich verschiedene Aussagen. 